# 過鹼性岩石
過鹼性岩石（英語：Peralkaline rock）是指缺乏鋁的火成岩。它們的鈉和鉀的含量超過了形成長石所需的含量。 通常岩石有霓石(aegerine)和铁钠闪石 (riebeckite)就代表過鹼性的地質環境。 例如過鹼性流紋岩、钠闪碱流岩(comendite) 和碱流岩(pantellerite) ，其中 comendite 是含長石質更多（含二氧化矽多）的岩石。 另一個例子是在北大西洋 Rockall 島的高鹼性花崗岩 。
過鹼性岩石代表與大陸裂谷相關的火山活動（例如肯尼亞中部東非裂谷的過鹼性流紋岩）以及與大陸和海洋熱點的火山活動（例如澳大利亞東部玻璃屋山和加那利群島的過鹼性流紋岩） 。火山活動在俯衝帶亦有報導過鹼性岩石的實例（例如意大利的撒丁島）。 
當分離結晶去除斜長石，比去除鎂鐵質礦物更多時，可能會形成過鹼性岩漿。